# Caridina sphyrapoda
Caridina sphyrapoda е вид десетоного от семейство Atyidae.

## Разпространение и местообитание
Видът е разпространен в Китай (Гуанси).
Обитава сладководни басейни и реки.